# Tournai
Tournai (nederlandsk: Doornik, tysk: Dornick) er en by i Vallonien i det vestlige Belgien. Byen ligger i provinsen Hainaut ved bredden af floden Schelde og ca. 85 kilometer sydvest for hovedstaden Bruxelles. Indbyggertallet er pr.  2005 på 67.553 mennesker, og byen har et areal på 213,75 km². Byen regnes ofte som værende en af de ældste i Belgien.
Blandt Tournais seværdigheder kan nævnes den store katedral Notre-Dame de Tournai, der blev opført i det 12. århundrede. Katedralen er i dag officielt en del af UNESCOs Verdensarvliste. Derudover eksisterede broen Pont des Trous, som stammede fra 1300-tallet, frem til 2019, hvor den blev revet ned.
50°36′25″N 3°23′19″Ø / 50.60694°N 3.38861°Ø